# Turuchansk
Turuchansk (anche traslitterato come Turuhansk) è un insediamento della Russia siberiana nord-occidentale (territorio di Krasnojarsk).

## Geografia fisica

### Territorio
Turuchansk è situata alla foce del fiume Turuchan nello Enisej, 1.474 chilometri a nord-nordovest di Krasnojarsk; inquadrato amministrativamente come villaggio (selo), è il capoluogo del rajon (distretto) Turuchanskij.

### Clima
Fonte: WorldClimate.com
- temperatura media annua: -6,6 °C
- temperatura media del mese più freddo (gennaio): -26,8 °C
- temperatura media del mese più caldo (luglio): 16,1 °C
- precipitazioni medie annue: 449,5 mm

| Turuchansk (1991-2020) Fonte: | Mesi         | Mesi         | Mesi         | Mesi         | Mesi         | Mesi        | Mesi        | Mesi        | Mesi         | Mesi         | Mesi         | Mesi         | Stagioni | Stagioni | Stagioni | Stagioni | Anno  |
| Turuchansk (1991-2020) Fonte: | Gen          | Feb          | Mar          | Apr          | Mag          | Giu         | Lug         | Ago         | Set          | Ott          | Nov          | Dic          | Inv      | Pri      | Est      | Aut      | Anno  |
| ----------------------------- | ------------ | ------------ | ------------ | ------------ | ------------ | ----------- | ----------- | ----------- | ------------ | ------------ | ------------ | ------------ | -------- | -------- | -------- | -------- | ----- |
| T. max. media (°C)            | −21,6        | −17,9        | −7,8         | −0,1         | 6,7          | 18,1        | 21,9        | 17,6        | 9,6          | −1,6         | −14,9        | −19,6        | −19,7    | −0,4     | 19,2     | −2,3     | −0,8  |
| T. media (°C)                 | −25,5        | −22,4        | −13,6        | −5,9         | 1,9          | 12,6        | 16,6        | 13,0        | 5,9          | −4,3         | −18,7        | −23,4        | −23,8    | −5,9     | 14,1     | −5,7     | −5,3  |
| T. min. media (°C)            | −29,5        | −26,5        | −18,7        | −11,3        | −2,4         | 7,8         | 11,6        | 9,1         | 2,9          | −6,9         | −22,5        | −27,4        | −27,8    | −10,8    | 9,5      | −8,8     | −9,5  |
| T. max. assoluta (°C)         | 0,5 (1995)   | 0,8 (1963)   | 8,7 (1995)   | 15,6 (1984)  | 28,3 (2020)  | 33,2 (2002) | 35,5 (1968) | 31,1 (2001) | 24,9 (2015)  | 16,9 (1967)  | 3,4 (2010)   | 1,1 (1975)   | 1,1      | 28,3     | 35,5     | 24,9     | 35,5  |
| T. min. assoluta (°C)         | −57,0 (1979) | −55,3 (1966) | −50,0 (1978) | −42,0 (1987) | −26,6 (1986) | −8,2 (1962) | 0,1 (1976)  | −2,9 (2017) | −17,6 (1981) | −39,7 (1977) | −50,0 (1984) | −55,2 (1972) | −57,0    | −50,0    | −8,2     | −50,0    | −57,0 |
| Nuvolosità (okta al giorno)   | 8,7          | 8,3          | 7,9          | 7,7          | 8,2          | 8,3         | 7,9         | 8,4         | 8,8          | 9,1          | 8,5          | 8,5          | 8,5      | 7,9      | 8,2      | 8,8      | 8,4   |
| Precipitazioni (mm)           | 35           | 31           | 35           | 35           | 44           | 60          | 63          | 84          | 66           | 82           | 52           | 45           | 111      | 114      | 207      | 200      | 632   |
| Giorni di pioggia             | 0            | 0            | 1            | 6            | 13           | 19          | 17          | 20          | 20           | 10           | 1            | 0,1          | 0,1      | 20,0     | 56,0     | 31,0     | 107,1 |
| Nevicate (cm)                 | 75           | 89           | 99           | 94           | 38           | 0           | 0           | 0           | 0            | 10           | 36           | 58           | 222      | 231      | 0        | 46       | 499   |
| Giorni di neve                | 28           | 26           | 24           | 21           | 15           | 3           | 0           | 0,2         | 7,0          | 26,0         | 27,0         | 28,0         | 82,0     | 60,0     | 3,2      | 60,0     | 205,2 |
| Giorni di nebbia              | 0            | 0            | 0,03         | 0,2          | 2,0          | 1,0         | 1,0         | 2,0         | 2,0          | 2,0          | 0,1          | 0,1          | 0,1      | 2,2      | 4,0      | 4,1      | 10,4  |
| Umidità relativa media (%)    | 76           | 76           | 73           | 65           | 64           | 64          | 69          | 77          | 79           | 84           | 80           | 77           | 76,3     | 67,3     | 70       | 81       | 73,7  |
| Vento (direzione-m/s)         | S 3,7        | S 3,4        | S 3,3        | S 3,6        | NW 3,4       | NW 3,3      | NW 3,0      | S 3,0       | S 3,3        | S 3,7        | S 3,4        | S 3,7        | 3,6      | 3,4      | 3,1      | 3,5      | 3,4   |

## Storia
Fondato nel 1607 come campo invernale dai cosacchi, assunse successivamente il nome di Novaja Mangazeja dopo aver accolto gran parte degli abitanti del preesistente insediamento di Mangazeja, abbandonato dopo una serie di disastrosi incendi. Cresciuto come centro commerciale nei due secoli successivi, decadde a partire dalla prima metà del XIX secolo.
Sia in epoca zarista che sovietica, Turuchansk era un abituale luogo di deportazione a causa del clima molto rigido e dell'isolamento. Nel 1913 venne esiliato a Turuchansk il rivoluzionario Iosif Stalin.

## Infrastrutture e trasporti
La cittadina è servita da un aeroporto.

## Galleria d'immagini

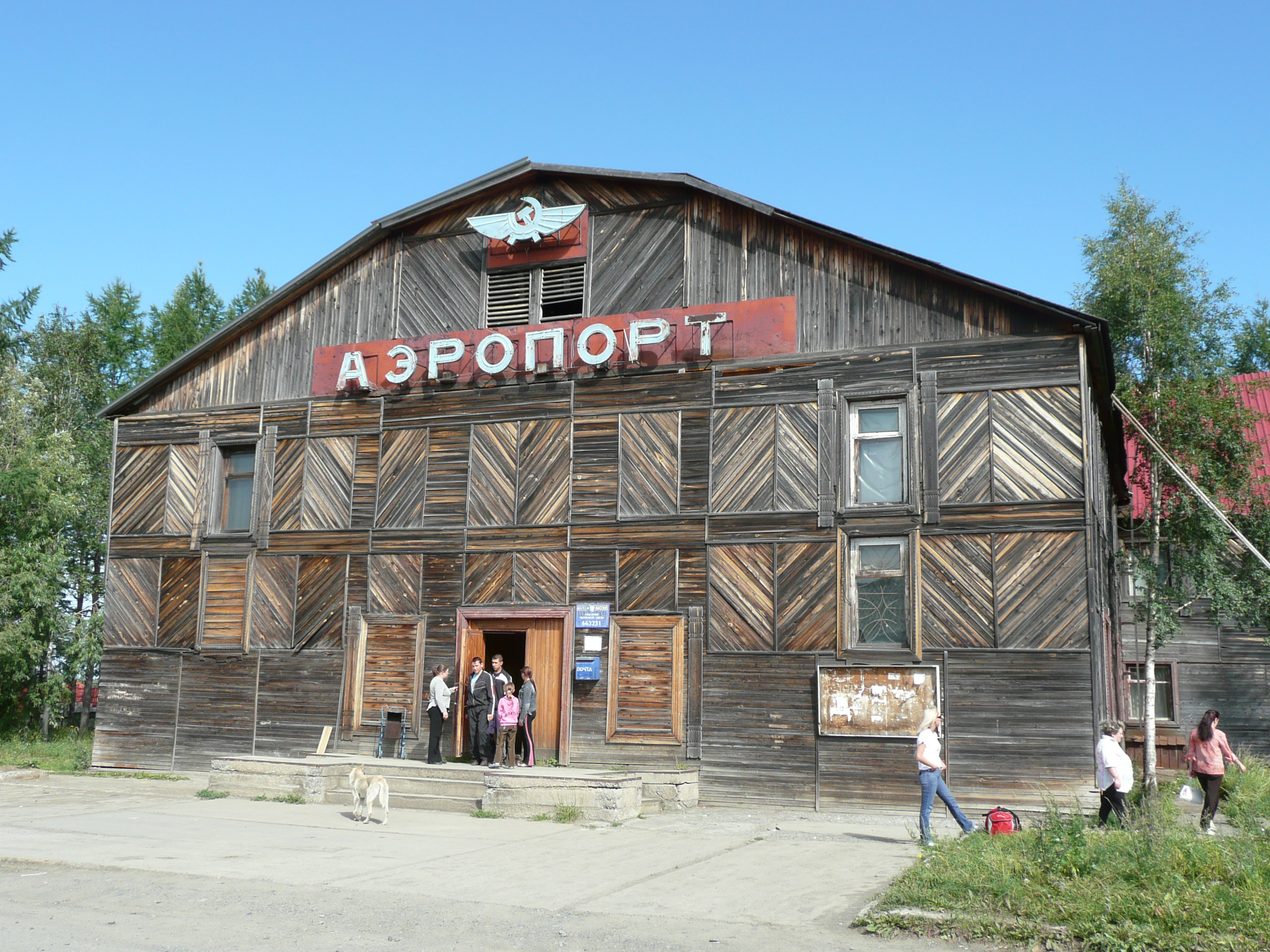
Il vecchio terminal dell'aeroporto
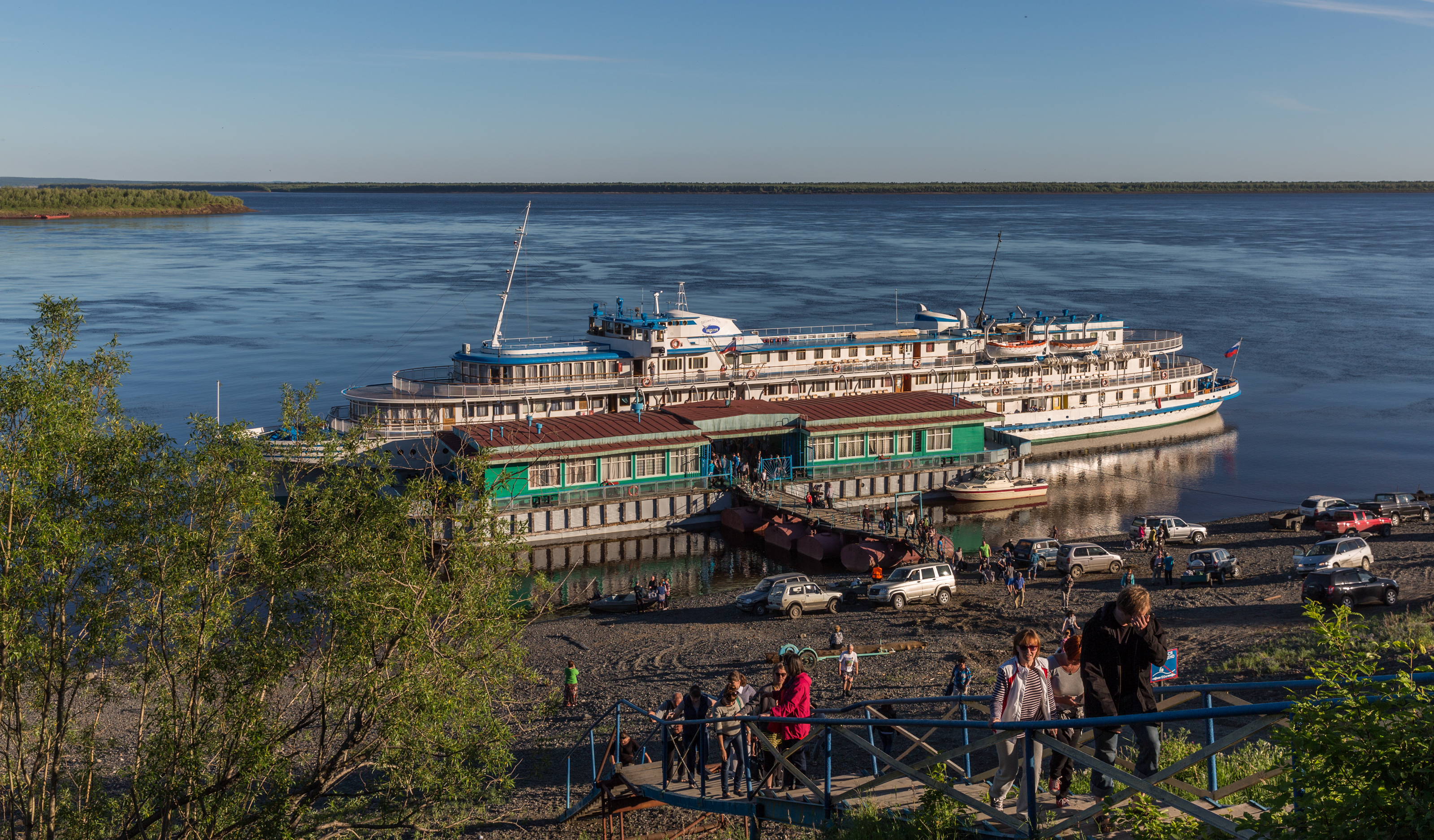
Il porto sul fiume Enisej
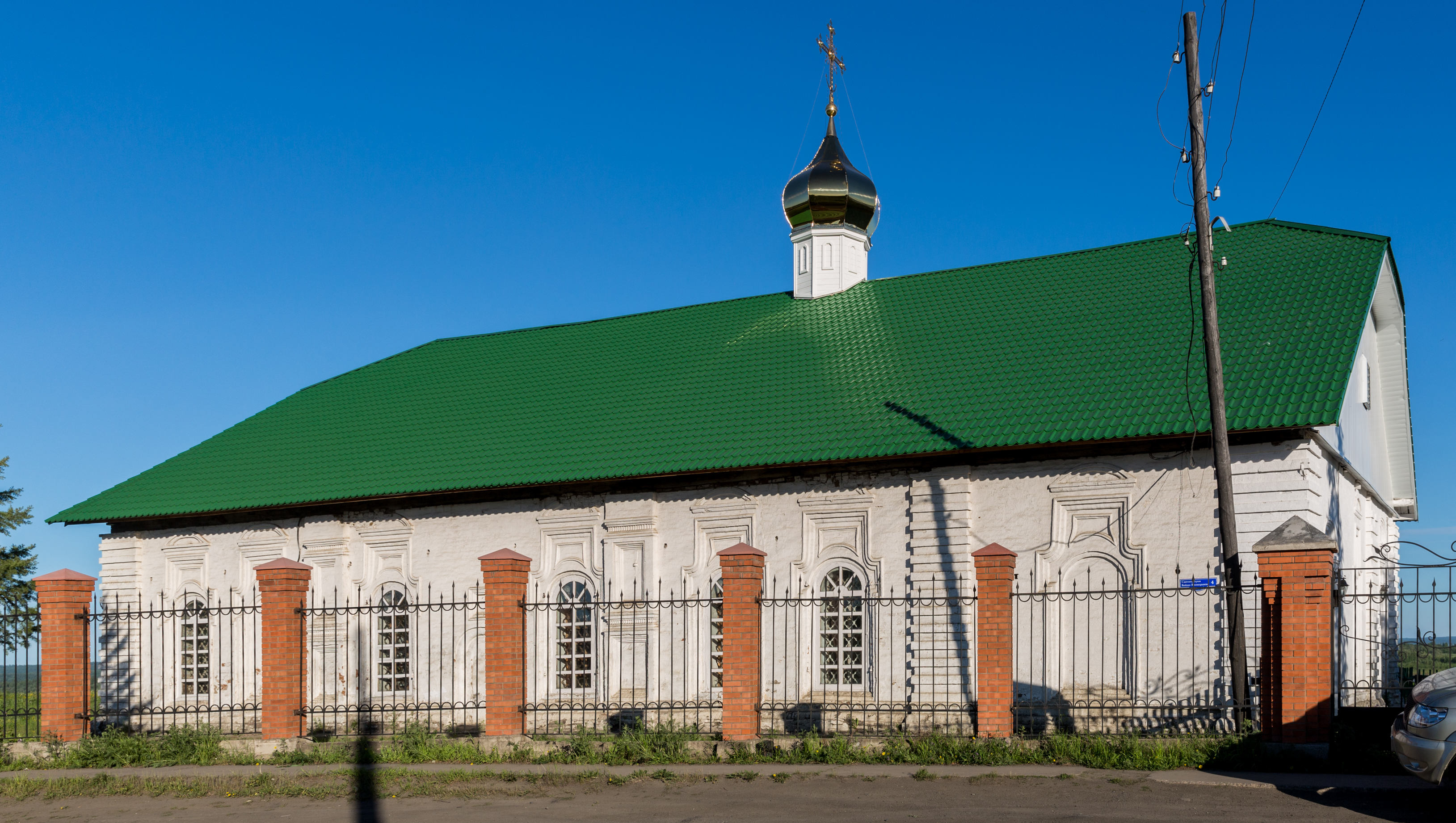
La chiesa ortodossa